# Olha Szkurnowa
Olha Dmytriwna Szkurnowa, z domu Pozdniakowa ukr. Ольга Дмитрівна Шкурнова (Позднякова), ur. 23 marca 1962 w Kujbyszewie) – ukraińska siatkarka, reprezentantka Związku Radzieckiego, złota medalistka igrzysk olimpijskich, medalistka mistrzostw Europy, trenerka.

## Życiorys
Szkurnowa grała w reprezentacji Związku Radzieckiego w latach 1982–1989. Zdobyła srebrny medal na mistrzostwach Europy 1983 odbywających się w NRD. Wystąpiła na igrzyskach olimpijskich 1988 w Seulu. Zagrała w jednym z trzech meczów fazy grupowej oraz we zwycięskim pojedynku finałowym z reprezentantkami Peru.
Była zawodniczką klubów Buriewiestnik Leningrad (1977–1980), Medin Odessa (1980–1990), Crvena zvezda Belgrad (Jugosławia, 1990–1992), SVS Post Schwechat (Austria, 1992–1993), BTV Luzern (Szwajcaria, 1993–1998), Volley Köniz (Szwajcaria, 1998–2001). W mistrzostwach ZSRR zajmowała 2. miejsce w 1983 oraz 3. miejsce w 1982 i 1984. W pucharze Związku Radzieckiego zwyciężała w 1981 i 1983. Zajęła 1. miejsce w Pucharze Europy Zdobywczyń Pucharów 1983. W 1992 tryumfowała w lidze jugosłowiańskiej, a w 1997, 1998, 2000 i 2001 w lidze szwajcarskiej.
Od zakończenia kariery zawodniczej w 2001 mieszka w Szwajcarii, gdzie pracuje jako trenerka. W latach 2004–2007 pełniła funkcję trenerki zespołu VBC Biel-Bienne, a w latach 2005–2008 trenowała kobiecą młodzieżową reprezentację Szwajcarii.